# Тужно ветри гором вију
Тужно ветри гором вију је први музички албум српског певача Шабана Шаулића. Објављен је 1974. године у издању ПГП РТБ-а, на винилу и аудио касети. На албуму се налази дванаест песама. Издвојила се песма Како си мајко, како си оче коју је написао Раде Вучковић. Урадио је обраду народне песме Тужно ветри гором вију, а скоро све песме уз пратњу ансамбла Будимира Јовановића, осим Два ока њена са оркестром Миодрага Јашаревића.

## Песме
| Бр. | Назив песме                  | Трајање |
| --- | ---------------------------- | ------- |
| 1.  | Како си мајко, како си оче   | 04:35   |
| 2.  | Два ока њена                 | 04:40   |
| 3.  | Немој драга                  | 03:59   |
| 4.  | Нека се пјева                | 02:27   |
| 5.  | Удаше те твоји               | 02:30   |
| 6.  | Љубав наша прошлости припада | 02:29   |
| 7.  | Душа ме боли, драга          | 04:00   |
| 8.  | Како, мајко, да ти кажем     | 02:22   |
| 9.  | Илда и Ахмет                 | 03:56   |
| 10. | Не чекај, мајко, сина        | 03:28   |
| 11. | Волим те ја                  | 02:24   |
| 12. | Тужно ветри гором вију       | 04:34   |

Информације
- Одговорни уредник: Војислав Ђоновић
- Графичка опрема: Радивој Богичевић